# 화물수송

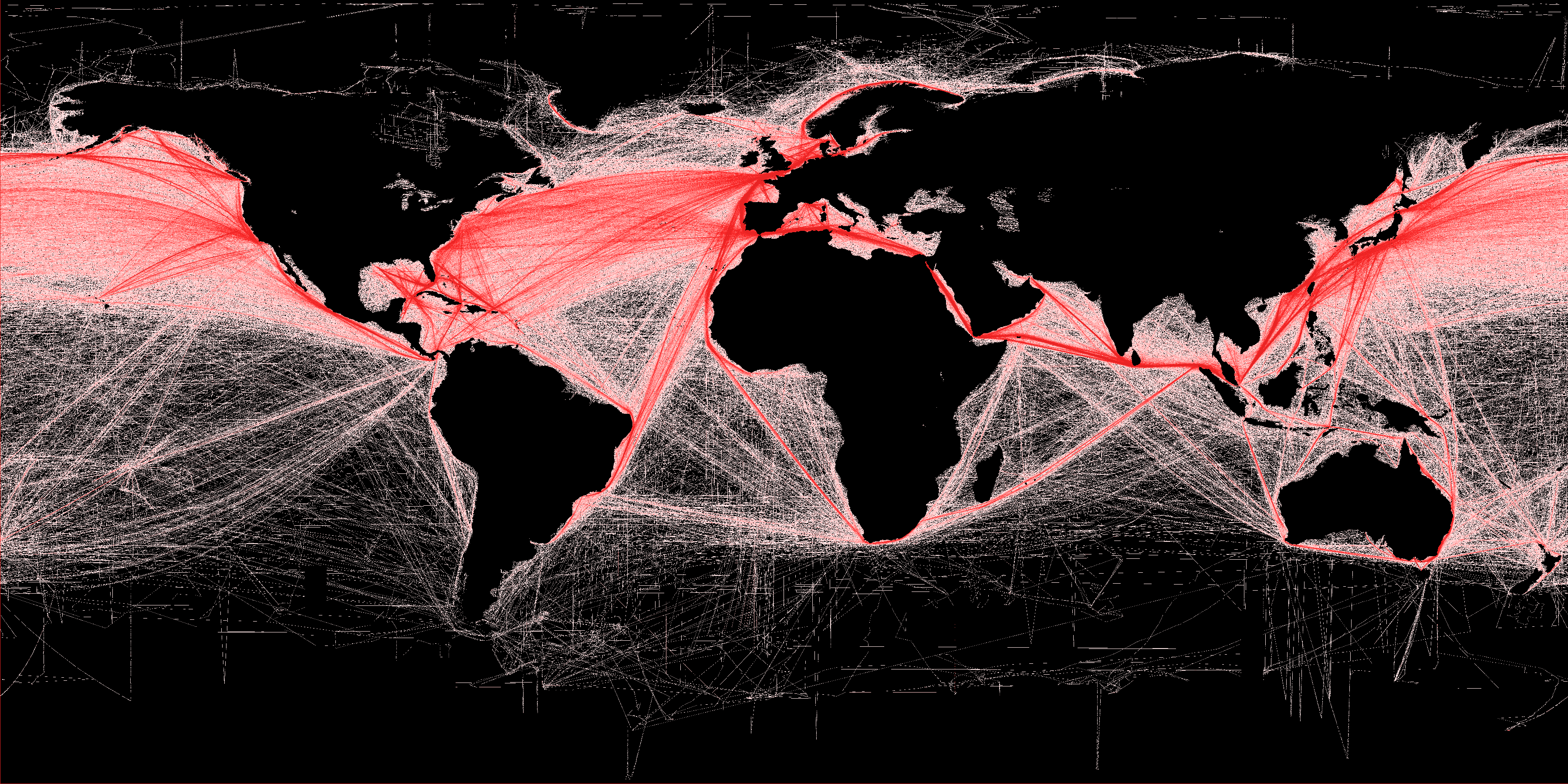
전 세계 상업해운의 상대적 밀집도를 보여주는 해운 경로 지도

화물수송(Freight transport)은 상품과 화물을 수송하는 물리적인 과정이다. 물류의 영단어 로지스틱스(logistics)라는 용어는 군사 환경에서 차용한 용어이지만 이 또한 같은 의미로 사용된다. 선박에 짐을 싣는 일은 선적이라고 부른다.

## 같이 보기
- 해운
- 환적
- 컨테이너리제이션